# سد ميسيداني
 سد ميسيداني هو سد متعدد الأغراض من الخرسانة المسلحة بالجاذبية يقع في أوداي، محافظة ميه، اليابان. اكتمل بناؤه في عام 1966. السد هو واحد من عدة سدات تعبر نهر مياغاوا، وكان مخصصًا لتوليد الطاقة الكهرومائية، وتزويد المنطقة الصناعية في خليج إيسيه بالمياه الصناعية. 
تم بناء سد ميسيداني بواسطة شركة نيشيماتسو للإنشاءات المحدودة، حيث بدأ البناء في عام 1963، واكتمل بحلول عام 1965.